# Henri Maitre
Pour les articles homonymes, voir Henri Claude Maître et Maître.
Henri Maître, né le 12 juillet 1883 à Thonon-les-Bains et mort assassiné le 30 juillet 1914 à Ban-Poutop au Cambodge, est un explorateur et écrivain français, qui vécut notamment en Indochine.

## Biographie
Membre des services civils d'Indochine, il fut un acteur majeur de l'implantation française au Cambodge où il mena des expéditions d'exploration et de pacification des tribus indigènes de 1905 à 1911. À son retour, il fait paraître Les régions moï du Sud Indochinois et surtout Les Jungles Moï, ouvrage dans lequel il donne les résultats de sa mission et pour lequel il reçut un prix de la société de Géographie de Paris. Au cours de cette mission de colonisation, il se découvrit un intérêt profond pour les langues et cultures des tribus des hauts plateaux du Cambodge. Au cours d'une révolte menée par le chef Pa Trang Loeung, Henri Maitre est assassiné dans le village de Ban-Poutop le 2 août 1914, ce qui marque un coup d'arrêt d'une quinzaine d'années dans la pénétration française au Cambodge. Sa tombe, qui n'avait jusqu'alors été visitée que par deux Français en 1940, a récemment été retrouvée dans la forêt cambodgienne par une équipe menée par un chercheur du réseau Asie & Pacifique.
L'écrivain Roland Dorgelès lui rendit hommage dans son ouvrage Route des tropiques, le surnommant "l'explorateur qui cherchait des chansons". Il décrit également son œuvre et son assassinat dans son ouvrage Chez les beautés aux dents limées.
L'ethnologue et écrivain Jean Boulbet raconte lui aussi l'histoire d'Henri Maître dans le documentaire L'ultime interview de Jean Boulbet - Henri Maître et l'identité ethnique des Proto-Indochinois  de 22 min 54 s réalisé par Pierre Le Roux et Peter Livermore en 2004.
En 2012, avec le soutien logistique de la maison de production SevenOrients (Paris), l’équipe formée de Nicolas Vidal (consultant international sur l'Asie du Sud-Est, Hanoi), Pierre Le Roux (ethnologue, Institut d’ethnologie, université de Strasbourg), Peter Livermore (réalisateur, directeur de SevenOrients), Éric Michel (romancier et scénariste) et Gilles de Gantès (historien, spécialiste de l'histoire coloniale), par le biais de Nicolas Vidal présent sur place, appuyé financièrement par SevenOrients, a localisé au Vietnam la tombe perdue de l’explorateur Henri Maitre. À partir des données éparses recueillies dans les archives par les membres de l’équipe, Nicolas Vidal a pu retrouver au Vietnam, le 27 juin 2012, la tombe de l'explorateur Henri Maitre, auteur de l'ouvrage Les Jungles moï. Il avait été assassiné alors que désarmé, le 30 juillet 1914, lardé de plus d'une dizaine de coups de couteaux par des Proto-Indochinois (ou Moïs), en l'occurrence des Mnong refusant l'intrusion coloniale. La date de la mort de Maitre a été précisée par Albert Marie Maurice (1983, 1991). Maurice fut, jeune lieutenant, envoyé en pays mnong, en 1936, d'abord sous les ordres du capitaine d’Uston de Villereglan, puis sous ceux du capitaine Jacquet, au Poste Maitre (édifié au début des années 1930 par le capitaine Paul Huard en hommage et en souvenir de l'explorateur), c’est-à-dire la région arpentée par l’explorateur Henri Maitre. Maurice y resta dix-huit mois, apprenant la langue mnong. Ce fut le capitaine Jacquet qui lui fit connaître Paul Huard, rencontre qui engendra une fructueuse collaboration ultérieure relative à l’ethnographie pionnière des Mnong.
Après le meurtre, les villageois mnong qui n'en avaient pas tant après l'homme qu'au symbole qu'il représentait, ont tempéré le drame d'une marque d'estime en enterrant décemment l'explorateur : ils ont en effet placé sous sa tête, dans la tombe, un coussin empli de kapok, absolu signe de respect car le kapokier est là-bas une essence rare, venue d'Inde. Une graine en a germé et a donné naissance à un imposant kapokier. Cet arbre existe encore aujourd'hui – ce qui a permis de localiser précisément l'emplacement de la tombe, tant le kapokier n'est pas courant en ces contrées – malgré de violents combats et bombardements américains au napalm et aux défoliants dans la région en 1968.
Depuis 1914, la tombe de Maitre avait en effet disparu dans la grande forêt dense et restait oubliée, à part les éphémères retrouvailles de cette sépulture par André Baudrit, enseignant d'histoire à Saigon, et Théophile Gerber, administrateur délégué dans les hauts plateaux, en quête de la tombe depuis des années, après identification dans les rares archives existant et recherche en forêt en ses alentours, lors d'une visite au village les 5 et 6 décembre 1940. Ensuite, la tombe retomba totalement dans le néant, noyée par la forêt vivace, comme Cendrillon dormant figée en son château cerné de denses buissons d'épines qui l'enferment et la font oublier du monde des décennies durant. Jusqu'à la redécouverte du 27 juin 2012.
Outre ses explorations et ses remarquables relevés géographiques et hydrographiques d'une région relativement grande et alors totalement inconnue (si l'on excepte les trois voyages exploratoires pionniers du pasteurien Alexandre Yersin de 1891 et 1892 mais aux maigres résultats géographiques comparés à ceux de Maitre), comprise entre le sud du Laos et l'est du Cambodge actuels et l'ouest du centre et sud Vietnam, Henri Maitre, auteur de découvertes géographiques majeures, fut surtout sinon l'inventeur de l'ethnohistoire et de la méthode ethnohistorique avant la lettre, au moins l'un des tout premiers à recueillir la tradition orale locale de plusieurs groupes proto-indochinois dès 1907, publiée dans la seconde partie de l'ouvrage Les Jungles Moi (1912), et à considérer la littérature orale comme champ de recherche majeur en anthropologie. Ceci bien avant le chercheur belge Jan Vansina, auteur de l'ouvrage : De la Tradition orale. Essai de méthode historique (1961, Tervuren, Musée royal d’Afrique centrale, coll. “Annales sciences humaines”, 16, 179 p.).
Pour lire "Les Jungles Moi" : http://gallica.bnf.fr/ark:/12148/bpt6k5844529g

## Extraits
- « Que l'on se hâte d'étudier ces tribus, encore magnifiquement sauvages, indépendantes et heureusement parfois belliqueuses ; étudions-les comme des sujets précieux qui vont disparaître ; dans quelques années ils seront civilisés, par conséquent perdus, moralement et physiquement, pourris et gangrenés » (Les Jungles Moï).